# Конецпольский, Ян Александр
Ян Алекса́ндр Конецпо́льский (пол. Jan Aleksander Koniecpolski; 1635 — 1719) — староста балинский с 1683 года, староста серадзцкий с 1690 года. С 1692 года конюший великий коронный. Воевода брацлавский (1704—1710), воевода серадзкий (1710—1719). Сын воеводы белзского Кшиштофа Конецпольского (ум. 1660) и Констанции Станиславской.
В 1696 году основал город Янов. Был женат на Эльжбете Февронье Ржевуской, дочери надвороного подскарбия коронного Михала Флориана Ржевуского (ум. 1687), от брака с которой детей не имел.
Со смертью Яна Александра в 1719 году угас род Конецпольских.